# Roger Quenolle
Roger Quenolle (Le Vésinet, 19 luglio 1925 – 13 luglio 2004) è stato un calciatore francese, di ruolo attaccante.

## Carriera

### Nazionale
Ha collezionato due presenze con la propria nazionale.

## Statistiche

### Cronologia presenze e reti in nazionale
| Cronologia completa delle presenze e delle reti in nazionale ― Francia | Cronologia completa delle presenze e delle reti in nazionale ― Francia | Cronologia completa delle presenze e delle reti in nazionale ― Francia | Cronologia completa delle presenze e delle reti in nazionale ― Francia | Cronologia completa delle presenze e delle reti in nazionale ― Francia | Cronologia completa delle presenze e delle reti in nazionale ― Francia | Cronologia completa delle presenze e delle reti in nazionale ― Francia | Cronologia completa delle presenze e delle reti in nazionale ― Francia |
| Data                                                                   | Città                                                                  | In casa                                                                | Risultato                                                              | Ospiti                                                                 | Competizione                                                           | Reti                                                                   | Note                                                                   |
| ---------------------------------------------------------------------- | ---------------------------------------------------------------------- | ---------------------------------------------------------------------- | ---------------------------------------------------------------------- | ---------------------------------------------------------------------- | ---------------------------------------------------------------------- | ---------------------------------------------------------------------- | ---------------------------------------------------------------------- |
| 22-5-1949                                                              | Colombes                                                               | Francia                                                                | 1 – 3                                                                  | Inghilterra                                                            | Amichevole                                                             | -                                                                      |                                                                        |
| 11-12-1949                                                             | Firenze                                                                | Francia                                                                | 2 – 3                                                                  | Jugoslavia                                                             | Qual. Mondiali 1950                                                    | -                                                                      |                                                                        |
| Totale                                                                 |                                                                        | Presenze                                                               | 2                                                                      |                                                                        | Reti                                                                   | 0                                                                      |                                                                        |

## Palmarès

### Giocatore

#### Competizioni nazionali
- Coppa di Francia: 2

RC Paris: 1944-1945, 1948-1949